# Consultanță
Consultanța în management este o activitate care își propune să optimizeze resursele organizațiilor din sectorul public și privat și, în același timp, să le îmbunătățească eficiența proceselor, trainingul, selecția și integrarea resurselor umane și tehnologice, în conformitate cu nevoile specifice ale activității economice respective, în scopul obținerii unei valori adăugate cât mai mari.

## Domeniile Consultanței în Management
În conformitate cu noua segmentare a Federației Europene a Asociațiilor de Consultanță, FEACO, conținută în Raportul FEACO survey 2006-2007, publicat în Octombrie 2007, domeniile consultanței în management sunt: 

### Consultanță
Serviciile de consultanță asistă organizațiile publice și private pentru a-și analiza și redefini strategiile, în a-și îmbunătăți eficiența operațiunilor și a-și optimiza resursele umane și tehnologice.
Consultanța este compusă din:
1. Business Consulting (BC).[1] ce include:

- Consultanță strategică , care urmărește îmbunătățirea pe termen lung a firmei: planificarea strategică, fuziuni și achiziții, vânzări, marketing, comunicare, consultanță financiară, strategii de resurse umane.

- Managementul operațiunilor, care urmărește integrarea de soluții de afaceri prin Business Process Re-engineering (BPR), sisteme de managementul relațiilor cu clienții (CRM), restructurare / reducerea costurilor, managementul achizițiilor și al furnizorilor.

- Project Management

- Managementul Schimbării, servicii de consultanță care, conexe unor altor servicii de consultanță, asistă organizația la gestionarea efectelor pe care schimbarea le are asupra resurselor umane din organizația respectivă.

- Consultanță în Resurse Umane: Servicii de consultanță care urmăresc îmbunătățirea elementului „uman” al organizației prin: măsurarea și gestionarea performanței, organizarea de sisteme de beneficii, compensări și pensionare, strategii de resurse umane și de marketing, dezvoltarea talentelor, coaching pentru management.

1. Consultanță în Tehnologia Informației

asistă organizațiile în a-și evalua propriile strategii IT în vederea alinierii tehnologiilor cu procesul de business. Aceste servicii includ planificare și concepție strategică, operare și implementare.

### Dezvoltare și Integrare
Dezvoltarea de aplicații (exclusiv software)
- Crearea de noi funcționalități prin dezvoltarea proceselor. În mod uzual aceste dezvoltări integrează sau unifică procese ale afacerii, interne sau externe și pot implica conversia unor aplicații pentru a fi utilizate pe platforme sau concepții diferite.
- Proiectarea de servicii ce integrează aplicații ce au fost create în cadrul a diferite aplicații sau infrastructuri IT existente (dezvoltarea și integrarea sistemelor)

Instalarea și integrarea de aplicații
- Implementarea de noi aplicații sau infrastructuri, ce pot presupune instalarea de hardware și/sau software , configurarea și adaptarea lor, testarea inter-operabilității lor; servicii ce integrează aplicații sau infrastructuri IT existente și managementul entităților respective.

### Outsourcing (Externalizare)
Consultanța fiscală este frecvent utilizată de IMM-uri pentru a asigura conformitatea fiscală și optimizarea taxelor.
Aceasta, constă în 3 tipuri de activități:
1. Servicii de management IT; printre acestea se numără serviciile pentru operaționalizarea infrastructurii (operarea de sisteme, administrarea și securitatea sistemelor, urmărirea eficienței costurilor, gestionarea configurărilor, managementul tehnologiilor, etc), managementul aplicațiilor și managementul serviciilor de tip help-desk.

1. Servicii de Management Aplicat (Applied Management Services, AMS); acestea privesc externalizarea dezvoltării și implementării de servicii-suport pentru hardware, aplicații, CRM și infrastructura de afaceri (unelte pentru dezvoltarea de aplicații și middleware, software pentru managementul informației, pentru stocarea informației, pentru sisteme și rețele)

1. Externalizarea proceselor de afaceri (Business Process Outsourcing). Aceste servicii presupun externalizarea completă a unui proces al afacerii respective.

### Alte servicii de consultanță
Conțin o varietate largă de servicii complementare celor 3 categorii descrise mai sus, ca de exemplu: training, studii diverse, outplacement, recrutare și selecție.
DOMENII DE CONSULTANȚĂ ÎN MANAGEMENT REDEFINITE DE FEACO 2006
Serviciile de consultanță în management au fost redefinite de către FEACO în Studiul Pieței de consultanță (Feaco Survey), 2005-2006.
Piața de consultanță în management a fost împărțită în patru segmente:
1.a. Business Consulting (BC)/ Consultanță de afaceri (CdA) care include: 
	Strategy Consulting/Consultanță strategică al cărui scop este îmbunătățirea afacerilor pe termen lung și a stării de sănătate a companiilor: planuri și programe de dezvoltare strategică, fuziuni și achiziții, vânzări, marketing și comunicare corporativă integrată, analize financiare de business și altele.
	Organization/Operations Management (OM) / Organizare/ management operațional, care realizează integrarea soluțiilor de afaceri în cadrul proceselor de re-engineering/restructurare a afacerilor, managementul relațiilor cu clienții și furnizorii, analiza cost/beneficiu și managementul cumpărărilor și aprovizionărilor;
	Project Management (PM) / Managementul proiectelor
	Change Management (CM) / Managementul schimbărilor: servicii care preliminar altor servicii de consultanță, asigură succesul și coordonarea resurselor umane din organizație 
	Human Resource consulting (HR) /Consultanță în Managementul Resurselor Umane: servicii de consultanță care au ca scop îmbunătățirea abilităților resurselor umane din organizații prin managementul și măsurarea performanțelor, reorganizarea sistemului de beneficii, recompense și scheme de pensionare, marketing și Strategii în domeniul resurselor umane și dezvoltarea strategiilor orientate către managementul talentelor și consilierea managerilor executivi.
1.b. Information Technology Consulting (ITC) / Consultanță în domeniul tehnologiei informației și comunicare, evaluarea strategiilor TIC ale organizațiilor cu obiectivul de aliniere a acestora cu procesele de business. Aceste servicii includ planuri și concepte strategice de integrare. Sunt incluse de asemenea, servicii de consultanță pentru elaborarea planurilor și conceptelor strategice integrate, definirea procedurilor și implementarea acestora. 
2. Development and Integration / Dezvoltare și integrare, care include:
	Dezvoltarea de aplicații incluzând soft-ul aplicativ: 
- crearea de noi funcționalități, adesea personalizate în dezvoltarea proceselor. De obicei aceste dezvoltări integrează sau uniformizează procesele interne și externe de business și pot să includă și conversia și adaptarea aplicațiilor IT astfel încât acestea să poată fi utilizate pe diferite platforme sau concepții. 
- proiectarea unor servicii care să integreze noile aplicații cu aplicațiile existente sau infrastructura acestora (sistem de integrare-dezvoltare). 
	Desfășurarea și integrarea aplicațiilor:
- implementarea unor noi aplicații de infrastructură constând din instalare hardware și/sau software, configurarea acestora și adaptarea și testarea interoperabilității; servicii care integrează aplicațiile și infrastructurile din sistemele existente și integrarea acestora cu noile aplicații (sistem integrat)
3 . Outsourcing /Servicii externalizate, care constau în trei tipuri de activități:
	Managementul serviciilor TIC dintre care sunt menționate serviciile de operare a infrastructurilor (operarea sistemului, administrarea și securitatea acestuia, urmărirea costurilor atașate, configurarea managementului de sistem și managementul tehnologiei și altele), Managementul aplicațiilor și asistarea utilizatorilor 
	Servicii de management aplicat care constă în servicii externalizate de dezvoltarea și implementarea service-ului pentru hardware și aplicații, Managementul relațiilor cu clienții și punerea la dispoziție de infrastructuri (instrumente pentru dezvoltarea aplicațiilor, intermediere cumpărare cum ar fi software pentru managementul informațiilor si stocare sau sisteme și rețele).
	Externalizarea proceselor de business. Aceste servicii presupun externalizarea completă a unor procese de business ale clientului. 
4. Other services / Alte servicii care grupează o varietate de servicii complementare activităților de consultanță dezvoltare și integrare, precum și de externalizare.

DOMENII ALE CONSULTANȚEI ÎN MANAGEMENT ( BDU – Germania ) adaptată de AMCOR
1.	Strategia și dezvoltarea firmelor și organizațiilor
SUBDOMENIILE CONSACRATE in practica de consultanta sunt:
Consultanța antreprenorială
cuprinde misiunile de consultanta care vizează dezvoltarea companiilor și a afacerilor în general pentru întreg ciclul de viață al unei afaceri de la crearea ei și până la transformarea prin fuziune, divizare, alianțe strategice și/sau insovabilitate și faliment. 
Principalele Produse de consultanță din acest subdomeniu sunt:
•	Consultanță pentru înființarea unei firme
•	Privatizare, achiziții, fuziuni, divizări
•	Coaching antreprenorial
•	Evaluarea întreprinderii
•	Vânzarea întreprinderii
•	Administrarea insolvabilității, reorganizarea firmelor în vederea redresării
	Analiza întreprinderii/ companiei
cuprinde analizele strategice de tip general ( de exemplu SWOT ) și 
aplicarea metodelor de analiză strategică atât din perspectiva competitivității, cât și a experiențelor strategice în restructurare și modernizare.
Principalele Produse de consultanta din acest subdomeniu sunt:
•	Analiza punctelor tari și slabe
•	Analiza potențialului intern și de piață
•	Măsurarea eficienței și a performanțelor
•	Evaluarea patrimoniului
•	Evaluarea tehnologică
•	Analiza poziției pe piață și față de concurență
•	Benchmarking
•	Analize tipologice și comparative
•	Analiza factoriilor de succes
	Abordarea și programul strategic al firmei
cuprinde formularea Strategiilor generice și a alternativelor strategice și aplicarea metodelor de management care au avut succes și au devenit consacrate cum sunt: Lean-Management , Reengineering Management , Managementul tranziției si al schimbărilor s.a.
Principalele Produse de consultanță din acest subdomeniu sunt:
•	Misiunea întreprinderii
•	Strategia întreprinderii
•	Internaționalizarea afacerii
•	Managementul inovării
•	Reengineering
•	Lean-Management
•	Change-Management
•	Strategii de asanare tehnologică și financiară
•	Managementul riscului
•	Managementul procesului de luare a deciziilor și optimizarea resurselor
	Structura de capital și dimensiunea întreprinderii
cuprinde analiza si optimizarea structurilor de capital si a cotelor de variabile de participații, combinările si fuziunile, dezvoltarea prin investiții si managementul valorilor acumulate 
Principalele Produse de consultanta din acest subdomeniu sunt:
•	Structurile de acționariat si/sau de asociere
•	Participații de capital
•	Joint Venture
•	Cooperări
•	Outsourcing
•	Fuziuni
•	Investiție/dezinvestiție
•	Value-Management
Imaginea firmei/Comunicații
cuprinde promovarea imaginii de firma si brandingul 
Produsele de consultanta ale acestui subdomeniu sunt relativ recente si in curs de definire si consacrare.
Structuri organizaționale
cuprinde elaborarea structurilor organizatorice si a instrumentarului managerial, precum si a unor structuri speciale la interfață cu serviciile de expertiza externalizate
Principalele produse de consultanta din acest subdomeniu sunt:
•	Structura organizațională
•	Procesele organizaționale
•	Optimizarea proceselor organizaționale
•	Managementul siguranței
•	Dezvoltare organizațională
•	Protecția datelor și informațiilor
•	Fraudele economice-expertize
•	Managementul utilităților
•	Coaching de proces
Organizarea activităților pe tipuri si categorii
cuprinde analiza si evaluarea posturilor din staff si cele operaționale, precum si elaborarea si actualizarea fiselor de post , dar si studierea fluxurilor si a locurilor de munca din activitățile productive si in final fluxurile informaționale raționalizate si tipizate.
Principalele produse de consultanta din acest subdomeniu sunt:
•	Analiza sarcinilor și a activităților
•	Redactare fișe de post și regulamente
•	Studiul muncii și a timpului de munca
•	Gestiunea tipizată a firmei
•	Managementul documentelor
•	Prelucrarea datelor și conducerea proceselor
Amplasarea și dimensiunea activităților
cuprinde amplasările optimizate si flexibile ale activităților firmei și planificarea rațională a investițiilor în construcții și terenuri, precum și proiectarea rațională și ergonomică a locurilor de muncă și a echipării acestora. 
Principalele produse de consultanta din acest subdomeniu sunt:
•	Stabilirea necesităților de spațiu
•	Planificarea construcțiilor
•	Proiectarea locului de muncă
•	Sisteme de procesare a documentelor
•	Sisteme de comunicare
•	Amenajare și echipare
•	Echipamente de birou
2. Managementul Resurselor Umane
SUBDOMENIILE CONSACRATE in practica de consultanta sunt:
Consultanță în domeniul managementului Resurselor Umane (R.U.)
cuprinde activități de selecție și orientare profesionala, recrutarea și adaptarea personalului, precum și analize de piață și marketing pentru resursele umane.
Principalele produse de consultanță din acest subdomeniu sunt:
•	Recrutare și selecție a personalului
•	Metode de selecție și orientare profesională
•	Analiza pieței RU
•	Marketingul resurselor umane
Evaluarea personalului
cuprinde evaluarea posturilor și a performanțelor, descrierea posturilor și actualizarea continuă a acestora. 
Principalele produse de consultanță din acest subdomeniu sunt:
•	Evaluarea locului de muncă/postului
•	Descrierea locului/postului
•	Evaluarea realizărilor/performanțelor
•	Încadrarea/angajarea personalului
•	Administrarea personalului
Sisteme de remunerare/compensare a personalului
cuprinde politicile salariale si sistemele de compensare si motivare, precum si ventilarea personalului în funcție de necesități de-a lungul carierei profesionale
Principalele produse de consultanță din acest subdomeniu sunt:
•	Sisteme de compensare
•	Politici salariale
•	Utilizarea colaboratorilor
•	Asigurarea pensiei
Managementul personalului
cuprinde sistemele de conducere a personalului pe baza potențialului, a necesităților și a capabilităților dovedite, dar și analiza motivațiilor și a climatului de munca.
Principalele produse de consultanță din acest subdomeniu sunt:
•	Sisteme de conducere
•	Planificarea necesarului de personal
•	Stabilirea potențialului RU
•	Planificarea carierei
•	Analiza motivațiilor
•	Analiza climatului din întreprindere
•	Analiza culturii organizației
•	Analiza absenteismului
Managementul Problemelor sociale
cuprinde analize și soluții sociale adecvate și motivante prin coordonarea asigurării unor servicii proprii sau externalizate pentru tot personalul și familiile acestora, după caz.
Principalele produse de consultanță din acest subdomeniu sunt:
•	Administrarea cantinelor
•	Asigurări de sănătate
•	Grădinițe și alte facilități ale întreprinderii
•	Locuințe ale întreprinderii
•	Audit social
•	Alte probleme sociale
Consultanța pentru dezvoltarea RU
cuprinde pregătirea și perfecționarea rațională a personalului în funcție de cerințele de dezvoltate și corelarea între interesele firmei de pregătire continuă și cele ale personalului.
Principalele produse de consultanță din acest subdomeniu sunt:
•	Programe de instruire
•	Training asistat ITC
•	Programe pentru traineri interni(Train the trainers)
•	Controlling, descentralizarea deciziilor și a responsabilităților resurselor umane
Formare și perfecționare RU
Cuprinde sistemul de pregătire și perfecționare pe niveluri ierarhice și profesii, inclusiv a managerilor prin sisteme interactive, adaptate la strategia și politicile de personal ale firmei
Principalele produse de consultanță din acest subdomeniu sunt:
•	Pregătire și perfecționare RU
•	Pregătire și perfecționare manageri
•	Dezvoltarea echipelor
•	Training:ascultare, recepționare
•	Training: utilizarea timpului, organizarea timpului de muncă
•	Training:Tehnici de comportare
•	Training: Coaching competențe
•	Workshop:Orientarea către clienți
Consultanță pentru redistribuire cu plasament și reorientare profesională
cuprinde activități de actualizare rațională a cunoștințelor și experiențelor acumulate de personal, îmbinate cu asigurarea continuității activităților, chiar și prin reorientare profesională și dislocare teritorială.
Produsele de consultanță, în acest subdomeniu, sunt în curs de modernizare și consacrare pe noi principii de utilizare cât mai completă și adecvată a resurselor umane.
3. Marketing și servicii de piață,relații publice
SUBDOMENIILE CONSACRATE in practica de consultanță sunt:
Cercetarea de marketing și analiza pieței
•	Analiza concurenței
•	Analiza potențialului de piață
•	Cercetarea consumului
•	Evaluarea amplasamentului
•	Analiza canalelor de distribuție
•	Analize integrate ale pieței
Analiza de marketing și analiza desfacerii
•	Eficiența canalelor de distribuție
•	Analiza portofoliului de clienți
•	Analiza organizării marketingului
Marketing strategic
•	Strategia grupurilor țintă
•	Strategia mediului de afaceri
•	Managementul inovării produselor
•	Politica mărcilor
•	Internaționalizarea
•	Strategii de intrare pe piață
•	Diversificarea produselor
Modernizarea distribuției
•	Organizarea desfacerii
•	Controlul activității interne
•	Controlul activității externe
•	Canale de distribuție
•	Distribuția fizică și rețele
•	Metode moderne de vânzări
•	Computer-Aided-Selling
Marketing operațional
•	Dezvoltarea produselor și a sortimentelor
•	Concepte de promovare ale vânzării
•	Concepte de comunicare în distribuție
Consultanță pentru dezvoltarea relațiilor comerciale externe
•	Planificarea și controlul activităților de export
•	Planificarea finanțării și asigurările
•	Deschiderea pieței către import și export
•	Participarea la negocieri
•	Participarea la vânzarea și acordarea de licențe
•	Pregătirea de investiții străine
•	Probleme privind transporturile, vamă și plăți
•	Publicitate în exterior și la târguri
•	Construirea și dezvoltarea de organizații ale importatorilor și exportatorilor
•	Managementul riscului
4. Managementul producției și serviciilor
SUBDOMENIILE CONSACRATE in practica de consultanță sunt:
Dezvoltare și producție
•	Planificarea tehnologiei (fișe tehnologice)
•	Managementul cercetării și dezvoltării
•	Organizarea dezvoltării produselor
•	Licențe/patente
•	Controlul biroului de construcție
•	Normare și tipizare
•	Arhivare și documentație
•	Analiza valorii
Industrial Engineering/Tehnici de fabricație
Planificarea/programarea desfășurării muncii
•	Sisteme de fabricație și sisteme de organizarea muncii
•	Planificarea dotării tehnice
•	Studiul muncii și normare
•	Organizarea calculației resurselor și Programului de
•	fabricație
•	Documentație privind calculațiilor de muncă și normare
•	Sisteme de remunerare și evaluarea muncii
•	Programarea producției și a muncii asistată IT
•	Simularea planificării și a controlului procesului de producție
•	Simularea proceselor
Controlul procesului de fabricație/Pregătirea muncii
•	Planificarea programului de fabricație
•	Planificarea capacităților
•	Determinarea timpului necesar de fabricație
•	Stabilirea sarcinilor operative
•	Repartizarea muncii/Pregătirea muncii
•	Respectarea termenelor
Alte probleme de organizarea producției și a muncii
•	Siguranța muncii
•	Protecția muncii
•	Ateliere de ucenicie (ateliere-școală)
•	Inovare, propuneri de îmbunătățire
Amplasarea și organizarea fluxurilor de producție
•	Planificarea investițiilor/compararea variantelor
•	Planificarea tehnică a fluxului de materiale
•	Determinarea amplasamentului
•	Planificarea clădirilor
Întreținerea
•	Planificarea întreținerii/service
•	Organizarea și metodele de întreținere
•	Întreținerea în sistem service
•	Asigurare piese de schimb
Gospodărirea energiei

5. Managementul integrat al calității
SUBDOMENIILE CONSACRATE in practica de consultanță sunt:
Politici, strategii și scopuri ale calității
•	Auditul calității (sistem, produs, procedeu)
•	Total Quality Mangement (TQM)
•	Calculația costurilor calității
•	Cercuri de calitate
•	Pregătirea pentru certificarea calității (ISO)
Sisteme de siguranță a calității
•	Planificarea calității
•	Verificarea calității
•	Conducerea calității
Documentații referitoare la asigurarea calității
•	Manualul calității
•	Indicații privind procedurile calității
•	Obiectivele calității
•	Confirmarea calității
Logistica și managementul achiziționării inputurilor
SUBDOMENIILE CONSACRATE in practica de consultanță sunt:
Planificarea logisticii
•	Planificarea cantitativă a desfacerii
•	Derularea sarcinilor
•	Planificarea producției
•	Planificarea necesităților
•	Inventarierea
•	Dispunerea de materiale
•	Calculul comenzilor
•	Stabilirea numărului de articole de aceiași fabricație
•	Planificarea necesităților de capacitate
•	Gestiunea stocurilor
Organizarea cumpărării
•	Planificarea achiziției
•	Derularea cumpărării
•	Intrări de mărfuri
•	Cercetare de piață privind achizițiile
•	Verificarea cumpărărilor
Fluxul bunurilor
•	Derularea expedierilor
•	Transport extern/Parc de vehicule
•	Distribuția mărfurilor/produselor
•	Tipul transporturilor și mijloace de transport
•	Planificarea și controlul fluxului de materiale
•	Comisionare
Planificarea și organizarea depozitelor
•	Determinarea locului de depozitare
•	Determinarea capacității de depozitare
•	Determinarea amplasării în depozite
•	Planificarea sistemelor de depozitare
•	Organizarea desfășurării în depozit
•	Administrarea locului de depozitare
•	Automatizarea depozitelor

Sisteme și tehnologii informaționale și de comunicații
SUBDOMENIILE CONSACRATE in practica de consultanță sunt:
Consultanță privind prelucrarea datelor
•	Planificarea prelucrării de date
•	Analiza sistemului informațional
•	Dezvoltarea unor concepte-sistem
•	Pregătirea programării sistemelor
•	Caiete de sarcini și obligații pentru sisteme de prelucrare a datelor
•	Alegerea Hardware-ului
•	Sprijinirea introducerii sistemelor
•	Concepte de siguranță ale prelucrării datelor
•	Consultanță privind protecția datelor
•	Organizarea unui centru de calcul
•	Management-sisteme informaționale
•	Concepte Outsoucing de prelucrare a datelor
•	Analiza managementului sistemelor informaționale existente
•	Repartizarea realizărilor privind prelucrarea de date
•	Rețele de date
•	Rețele de comunicare
•	Controlling-Prelucrare a datelor
•	Managementul sistemelor de prelucrare a datelor
•	Construcția de User-Help-Desks
•	Consultanță Multimedia/Aplicații Multimedia
Analiza și dezvoltarea bazelor de date
•	Căutări privind patente
•	Informații economice
•	Confirmarea surselor de aprovizionare
•	Profilul firmelor
•	Subvenții
8. Sisteme administrative și financiare  
Controlling, sistemul financiar și calculul economic
SUBDOMENIILE CONSACRATE in practica de consultanta sunt:
Controlling
•	Statistica
•	Analiza Break-Even Point
•	Analiza Cash-Flow 
•	Calculația contribuției de acoperire
•	Planificare financiară
•	Analiza costurilor generale și de regie
•	Calculul investiților
•	Sisteme de indicatori și indici
•	Planificarea lichiditățiilor
•	Bilanț previzional
•	Calculul costurilor planificate
•	Calculul costurilor de procedură
•	Programe de reducere a costurilor
•	Controlling extern
•	Bugetarea activităților
•	Calculul general al costurilor
•	Target-Costing
Contabilitatea întreprinderii
•	Decontarea salariilor
•	Decontarea privind materialele și depozitele
•	Decontarea între filiale
•	Decontarea sarcinilor
•	Decontarea între ateliere
•	Calculația costurilor
•	Decontarea privind distribuția
•	Calculul beneficiilor
•	Sistemul inventarierii și a stocurilor
Contabilitate financiară și circulația plăților
•	Sistemul de facturare 
•	Contabilitatea debitorilor
•	Contabilitatea creditorilor
•	Managementul fluxurilor de numerar
•	Sistemul asigurărilor și a terenurilor
•	Concepte de finanțare
•	Concepte de leasing/Leasing-planificare
•	Contabilitatea concernelor
•	Conversia la alte sisteme valutare
9. Managementul proiectelor
SUBDOMENIILE CONSACRATE in practica de consultanță sunt:
Planificarea și pregătirea proiectelor
•	Structura proiectelor
•	Calcularea proiectelor
•	Organizarea proiectelor
•	Training pentru Proiecte
•	Evaluarea riscului proiectelor
•	Formarea echipei proiectului
•	Analiza conflictuală a proiectului
Desfășurarea proiectului
•	Managementul cererii
•	Managementul sarcinilor
•	Managementul configurației
•	Controlarea proiectului
•	Siguranța desfășurării proiectului
•	Auditul proiectului
•	Documentația proiectului
•	Sistemul de rapoarte ale proiectelor
•	Preluarea proiectelor
•	Pregătirea proiectului
•	Proiect-Controlling/Postcalculație
•	Proiect-Coaching
10. Studii economice și de mediu ambiant
SUBDOMENIILE CONSACRATE in practica de consultanță sunt:
•	Strategii de piață pentru produse ecologice
•	Consultanță pentru procedeele de conformitate si avize
•	Substanțe periculoase
•	Tehnologia mediului
•	Sisteme ale managementul mediului
•	Audit de mediu
•	Sisteme ecologice durabile 
•	Balanțe ecologice
•	Controlling ecologic
•	Industria de tratare a deșeurilor
•	Consultanță pentru reciclare deșeuri
•	Managementul protecției mediului
•	Expertize asupra mediului
•	Pregătirea pentru certificate integrate de mediu 

DOMENII ȘI SUBDOMENII DE CERCETARE ȘTIINȚIFICĂ ECONOMICĂ
1 Teorie economică
1.1 Concepte economice de bază
•	Caracterul limitat al resurselor și opțiuni
•	Specializarea, schimburile și banii
•	Mecanismul pieței: cererea și oferta
•	Rolul economic al Statului
•	Organizarea afacerilor și finanțe
•	Produsul național și Venitul național
•	Fluctuațiile în activitatea economică: șomajul și inflația
•	Oferta agregată și cererea agregată
•	Echilibrul economic cu șomaj: abordarea keynesiană
•	Politica fiscală
•	Politica monetară
•	Banii și sistemul bancar
1.2 Macroeconomie
•	Cererea agregată, politica monetară și politica fiscală
•	Oferta agregată: coexistența inflației și șomajului
•	Productivitate și creștere economică
•	Ratele de schimb fixe sau flexibile
1.3 Microeconomie
•	Oferta și cererea de bunuri și servicii, elasticitatea acestora
•	Formarea prețurilor
•	Piețele și sistemul de prețuri
•	Analiza microeconomică a piețelor produsului
•	Structurile de piețe și eficiența economică
•	Rolul Guvernului ca regulator al piețelor
•	Cererea de resurse și piețele acestora
•	Piața muncii
•	Dobânzi, rente și profit
2. Doctrine economice•	Conceptul de doctrine economice
•	Școli și curente de gândire economică 
•	Impactul doctrinei economice asupra practicii economice
•	Principalele doctrine economice – mercantilistă, liberalistă, protecționistă, marxistă, keynesistă, neo-liberalistă, dirijistă
3. Metodologia cercetării economice
•	Paradigmele cercetării alternative
•	Construcția teoretică și construcția ipotezelor 
•	Tipurile de date cu care se operează în cercetarea economică
•	Metodele de culegere și analiză a datelor 
•	Conceptualizarea și operaționalizarea
•	Eșantionajul, măsurarea și erorile de măsurare.
4. Statistică economică
•	Teoria generală a statisticii 
•	Metode de cercetare statistică a fenomenelor de masă
•	Colectivități statistice
•	Evidență statistică
•	Metode de prelucrare a datelor statistice
•	Utilizarea pachetelor de analiză statistică
•	Sistemul de indicatori statistici
•	Construcția și analiza balanței input - output.

5. Finanțe - bănci
•	Evaluarea activelor
•	Investiții
•	Managementul riscului financiar 
•	Finanțele firmei 
•	Macroeconomie aplicată
•	Macroeconomia economiilor deschise 
•	Fundamentele activității bancare
•	Guvernanța corporatistă și controlul
•	Piețele financiare internaționale
•	Managementul financiar multinațional.
6. Contabilitate
•	Sursele dreptului contabil
•	Principiile contabile 
•	Specificitatea înregistrării și evaluării operațiilor privind imobilizările
•	Fondurile proprii ale firmei
•	Stocurile
•	Operațiunile în monede străine,
•	Rolul contabilității analitice de exploatare în sistemele de gestiune
•	Identificarea și repartizarea elementelor constitutive ale costurilor și ale marjelor
•	Prelucrarea costurilor directe și a celor indirecte
•	Stabilirea contului de rezultat analitic și controlul bugetar.
7. Cibernetică economică
•	Abordarea sistemică a fenomenelor economice
•	Sisteme și modele economice
•	Teoria informației economice
•	Teoria sistemelor de comandă în economie
8. Management
•	Școli și curente de gândire în evoluția științei și practicii manageriale
•	Teoria deciziei manageriale
•	Metode și tehnici manageriale
•	Diagnosticul economico - financiar al firmei
•	Strategii și politici. Analiza, aplicarea și evaluarea strategiei
•	Design - ul organizației
•	Management comparat
•	Etica afacerilor
•	Cultura organizațională
•	Motivație și eficiență
•	Conducerea firmelor transnaționale și multinaționale.
9. Marketing
•	Comportamentul consumatorului
•	Planificarea strategică orientată spre piață
•	Analiza oportunităților de pe piață, cercetarea și selectarea piețelor - țintă, diferențierea și poziționarea ofertei firmei
•	Crearea, testarea și lansarea noilor produse și servicii
•	Strategiile de marketing și ciclul de viață al produselor
•	Programele de marketing
•	Strategii de comunicare și promovare
•	Relațiile interorganizaționale
•	Organizarea, implementarea și controlul marketingului.
10. Relații economice internaționale•	Integrarea economică internațională și principiul reciprocității
•	Protecționism și comerț liber 
•	Formele de integrare a firmelor în economia mondială prin alianțe (consorții internaționale, societăți mixte, parteneriate etc.)
•	Tehnici de negociere
•	Reglementările internaționale ale OMC, UE, AELS, CEFTA etc.
•	Proceduri vamale
•	Particularitățile juridice ale operațiunilor de export
•	Uzanțe internaționale.

## Istoria consultanței în management în România
În România istoria consultanței începe undeva în deceniul 7 al secolului trecut. În acea perioadă, printr-un proiect UNIDO (United Nation International Development Organisation) se pun bazele Centrului pentru Perfecționare a Cadrelor, CEPECA. Acesta devine în scurt timp prima organizație dedicată proiectelor de consultanță și training în management, cu un focus pe formarea în management. Primele serii de cursuri și proiecte se derulează cu lectori străini, ele asigurând un transfer de know-how occidental unic pentru acea perioadă. De asemenea, o serie de cursanți CEPECA au avut posibilitatea de a realiza stagii de pregătire în străinătate, ceea ce a contribuit la mai buna înțelegere a principiilor managementului modern și a consultanței manageriale. Cursanții și experții CEPECA au avut acces și la un fond documentar occidental bine pus la punct.
În ultimii ani ai epocii comuniste CEPECA este subordonat Academiei Ștefan Gheorghiu, fiind excesiv politizat. După revoluție CEPECA se transformă în IROMA, Institutul Român de Management, fiind aduși specialiști noi și fiind reorganizate activitățile. Totuși, Institutul își pierde încet-incet piața și personalul, sucombând undeva în jurul anului 2000. Imediat după revoluție numeroase firme de consultanță și training românești private apar pe piața liberă, o bună parte dintre acestea conduse de foști absolvenți ai CEPECA. Aceste firme au avut însă de înfruntat concurența consultanților străini, care au găsit în România o piață tentantă.

## Piața românească a consultanței în management
La nivelul anului 2007 volumul total al pieței de consultanță în management este estimat la cca. 350 Milioane Eur (sub 1% din piața Europeană, estimată la 5,5-6 miliarde Eur). Se estimează prezența a cca. 600-700 de firme de consultanță, cu următoare distribuție: cca. 20 de firme cu cifre de afaceri peste 1,0 Mio Eur, cca. 70 cu cifre între 0,2 Mio și 1,0 Mio si cca. 600 cu cifre de afaceri sub 200.000 Eur. Se apreciază de asemenea că cca. 70% din volumul pieței este importat, consultanța fiind prestată de firme din afara României, firmele românești împărțind o bucată de cca 100-120 Mio Eur.
După 2007, anul aderării României la Uniunea Europeană, a crescut atât numărul consultanților cât și volumul total al pieței de consultanță (peste 450 Milioane Eur în 2008). Aceasta se datorează în mare măsură creșterii cererii pentru aceste servicii ca urmare a sporirii volumului finanțărilor din fonduri europene.

## Certificări în consultanța în management
Singura certificare internațională specifică profesiei de consultant și trainer în management este CMC,Certified Management Consultant. Procedura de certificare este organizată de ICMCI, International Council of Management Consulting Institutes, și este utilizată în peste 45 de țări, inclusiv cele mai mari piețe de consultanță în management: USA, UK, Germania, China, Japonia, Canada, etc. În România procedura CMC poate fi derulată în cadrul AMCOR, Asociația Consultanților în Management din România.

## Resurse Umane
Reprezinta oamenii implicați în activitatea organizației ca resursă pentru a crea și îndeplini scopurile acesteia.
Managemenntul resurselor umane îndeplinește funcțiile de: - selecție și recrutare; - training și dezvoltare; - evaluarea performanțelor; - managementul carierei; - gestionarea salariilor, compensațiilor și bonusurilor și a altor aspecte legate de sistemul de retribuție; - gestionarea contractelor de munca și asigurarea respectării drepturilor angajaților.

RESURSELE UMANE
	Funcția RU în mitologia populară este văzută ca: angajați birocrați cu vedere îngustă, implicați în inventarea unor reguli din ce în ce mai complicate, mai mult „restricții” decât strategie. Ca în orice mit, există și un sâmbure de adevăr. În timp ce, în mod public se afirmă că oamenii sunt “cea mai mare bogăție” resursă/valoare, sunt rare organizațiile care pun managementul și rolul resurselor umane pe picior de egalitate cu activitățile operaționale, vânzările sau marketingul.
	Ca și managerii IT, managerii RU sunt undeva la mijloc. Cele două grupuri sunt precum gardienii unor importante bunuri deținute de o organizație – oamenii și tehnologia ei – dar care totuși se află sub o presiune constantă pentru micșorarea costurilor acestor bunuri. Managerii RU sunt responsabili de supravegherea aplicării unui regulament extrem de dur, în același timp așteptându-se de la ei să fie flexibili și să reacționeze. Deși ei sunt in prima linie când e vorba de a da o nouă formă organizațiilor prin intermediul fuziunilor și achizițiilor, externalizări și offshore deseori sunt obligați să treacă în defensivă, când se pune problema motivației și a perfecționării angajaților.
	A face pătrat din aceste cercuri nu este facil, dar este crucial ca să reușești, după cum studiile de caz din acest capitol o demonstrează. Corporația Apache se definește prin atributul de urgență: “Noi rezolvăm lucrurile”. Acest atribut a fost testat la limită atunci când compania petrolieră a integrat partea BP’s în companiile petroliere Forties din Marea Nordului. Diferențele culturale dintre cele 2 companii, precum și o serie de probleme ar fi putut lungi procesul de integrare și amâna scopul Apache de creștere a eficienței. În realitate, întregul proces a fost terminat în 6 săptămâni.
	Evotec OAI este o companie nou formată în domeniul cercetării farmaceutice, formată din fuzionarea a 2 companii. Pierzând personalul la fel de repede cum l-a recrutat, compania trebuia să se gândească dincolo de abordarea convențională cu privire la rețineri. Pentru ministrul britanic al apărării reprezenta o problemă - cum să realizezi un serviciu capabil să pregătească aproximativ 14.000 de bărbați și femei anual, pentru noi cariere în viața civilă. 
	Fiind foarte diferite în esență, aceste proiecte arată cât de greu muncesc managerii RU ca să schimbe percepția oamenilor referitoare la rolul lor.
REALIZAREA DE INTERVENȚII SCURTE ȘI EXACTE (PRAGMATICE)
	Toate proiectele din studiile de caz ilustrează importanța unei stricte discipline în planificarea managerială. Fără o bună planificare și o dozare sincronizată a energiei, diferențele culturale dintre organizațiile BP și Apache ar fi întârziat integrarea firmei Forties și ar fi redus beneficiile preconizate, contribuind la un eșec adesea întâlnit când e vorba de achiziții și fuziuni, în general. În mod similar, programul de restructurare MOD a fost tipul de inițiativă destinată eșecului, dar a fost pus pe picioare într-o perioadă scurtă de timp. Mai mult, nu a fost îndeajuns pentru departament să ofere consiliere: angajații aveau nevoie de o rețea de birouri și resurse, susținute de o administrație pentru a se dovedi capabili să concureze/ rivalizeze pe piața forței de muncă.
	Experiența Apache și MOD demonstrează faptul că munca în cadrul RU se mută de la menținerea continuă a unui “Statut ferm” al organizației către munca bazată pe proiecte. A rezolva problemele – folosind cuvintele lui Apache – și a le rezolva rapid este una dintre cele mai importante căi prin care resursele umane s-au reinventat singure.

SĂ FI PE PICIOARELE TALE
	Sincronizarea trebuie să fie echilibrată cu flexibilitate și nici unul din proiectele din acest capitol nu erau realizate printr-o formulă preconcepută. Sigur, există întotdeauna constrângeri, dar abilitatea de acomodare la schimbări bruște era tema considerată cea mai importantă pentru RU. Un client a pus problema așa: nevoia de o flexibilitate crescândă în a manevra proiecte de asemenea amploare este fundamentală pentru succes. Într-adevăr, e mai greu să te gândești la un proces din ce în ce mai bazat pe reguli și regulamente, decât la acela de a transfera un grup de oameni de la o organizație la alta. Totuși, Apache a fost în stare să evite eventuala birocrație, asigurând informarea personalului. S-a mai utilizat și un site de internet pentru a ține oamenii informați și pentru a le oferi informațiile necesare luării deciziilor pe cont propriu, atât cât era posibil.

MERGEM NOI LA OAMENI, NU ASTEPTĂM OAMENII SĂ VINĂ LA NOI
Stereotipul de manager de RU stă în spatele biroului, o locație neafectată de evenimente, modernă: nimic n-ar putea fi mai departe de adevăr. Singura cale prin care Evotec a putut să înțeleagă rădăcinile unei intense fluctuații a staff-ului a fost să meargă să discute cu persoanele implicate. Echipa RU de la Apache și-a dus mesajele pe platformele petroliere din Marea Nordului. Parteneriatul MOD nu putea aștepta oamenii ocupați cu serviciul să vină la el, ci a stabilit o rețea de birouri în 9 centre regionale, suplimentate de ajutor local în locuri depărtate ca Germania sau Nepal.

AJUTĂ OAMENII SĂ SE AJUTE SINGURI
	Împuternicirea este un cuvânt atât de uzat, reminiscent al desenelor animate ale lui Dilbert în care câțiva ne-însemnați burghezi ordonau unui biet muncitor să-si riște viața. În plus, cinicii ar putea atribui ideea de auto serviciu RU, unor bugete restrânse: companiile cer de fapt angajaților să facă o parte din munca pe care administratorii de RU au făcut-o pentru ei în trecut. Cu toate acestea, fiecare dintre aceste proiecte împărtășesc credința că cea mai bună cale de a ajuta angajații este să le dai informații, resurse și suportul unui expert și apoi să se ajute singuri. Proiectele indică importanța unui schimb, dincolo de o metodă a RU, în favoarea unui model îmbunătățit.

EVITAREA GÂNDIRII ÎNTORTOCHEATE (COMPLICATE)
	RU sunt adesea privite ca unul dintre cele mai ușoare domenii ale managementului, dar toate aceste cazuri indică informația – dovadă incontestabilă – ca având un rol foarte important. Prejudecățile și presupunerile întunecau înțelegerea Evotec prin faptul că circulația era așa de mare: deși reuniunile de lucru și chestionarele atrăgeau după sine câteva mesaje neplăcute și totuși incontestabile. ”A existat o anumită corectare, spune directorul de RU al companiei, dar nu putem ignora astfel de informații”.
SĂ SFĂTUIEȘTI VERSUS SĂ FACI
	Este clar din aceste 3 cazuri că specialiștii consultanți joacă un rol din ce în ce mai mare în realizarea de zi cu zi a funcției RU. Consultanța nu mai este o opțiune, ci consultanții realizează o muncă fundamentală și necesară.
	Cheia o reprezintă cunoștințele de specialitate. Consultanții trebuie să fie experți într-un domeniu foarte exact. MOD a selectat consultanți în management (Right Management Consultants) să lucreze la Parteneriatul Tranzițiilor de Carieră, datorită rezultatelor companiei în managementul carierei și consiliere. La Evotec, directorul RU Martyn Melvin a făcut o alegere simultană: “Lucrând cu Penna Consulting am putut să luăm parte la o adevărată experiență care a făcut ca acest proiect să meargă foarte bine. Am fost impresionați imediat de profesionalismul și cunoștințele pe care grupul le deținea”, spune Jeff Bender, vicepreședintele RU la Apache. „Era atât de evident faptul că “ei au fost acolo și au făcut asta” și puteau răspunde la orice întrebări pe care le puneam”.
	Din Sondajul MCA, clienții RU par mai degrabă să atragă o firmă de consultanță bazată pe experiența în sectorul lor particular. De altfel, sunt mai puțin interesați să aibă o relație cu consultanții individuali sau cu firma implicată și mai degrabă vor alege o firmă în funcție de recomandările altor persoane.
	Natura cunoștințelor de specialitate în domeniul RU specifică faptul că este important ca specialiștii consultanți să lucreze cot la cot cu clienții lor, dar cât mai detașat posibil. Consultanța în domeniul RU nu poate fi o “cutie neagră”, dar necesită implicarea clientului în fiecare etapă și nu reprezintă o surpriză faptul că, toate aceste proiecte, includ echipe mixte client-consultant.
	Bineînțeles, este una să reunești oameni din organizații diferite împreună, în același birou și altceva este să-i pui să lucreze împreună. În topul barierelor convenționale, Right Management Consultants a găsit cultura organizațională atât de diferită față de cea cu care erau ei obișnuiți, însă au fost totuși capabili să lucreze cu personalul MOD și să restabilească cu 30% mai mulți oameni decât plănuiseră efectiv, lucru care se datorează, în mod evident, gândirii deschise a celor două părți.
	În mod similar, Jeff Bender de la Apache credea că acea frecventă și originală comunicare dintre echipa sa și cea a lui Mercer era foarte importantă. Aceste idei erau justificate și de celelalte proiecte supuse HR Best Management Practice Award. “Am simțit că sunt important pentru consultanți, la fel cum ei sunt importanți pentru noi, a afirmat un client”. Comunicarea era bună tot timpul și ei întotdeauna își terminau la timp partea lor din proiect. Pe măsură ce proiectul progresa ne-am obișnuit din ce în ce mai mult cu capacitatea de a contribui și, în consecință, am obținut mai multe rezultate pe proiect. Spre exemplu, o abordare cu acțiuni bine gândite duce la o îmbunătățire rapidă a rezultatelor RU.
	Alți consultanți au aceeași părere: “Soluția trebuie să apartină clientului și acesta să aibă responsabilitatea ei. Consultantul trebuie să aibă sfaturi și poate contesta pe baza propriei experiențe. Există o linie subțire între a încerca diferitele idei și a face în locul unui client. De altfel, trebuie să fii capabil să te retragi și să lași lucrurile să-si urmeze cursul – dacă vinzi un serviciu pe termen lung trebuie să fii gata să vizualizezi rezultatele pe termen lung și nu pe termen scurt. Combinând o atingere delicată cu un puternic impact este posibil”. Nu în mod surprinzător clienții RU sunt mai probabil concentrați în a găsi potriviri culturale între ei și consultanții utilizați.
	Nevoia de consultanți care să-si susțină clienții, dar nu să le spună ce să facă, reprezintă provocarea managerilor de RU vis-à-vis de clienții proprii.
	Aportul unei firme de consultanță poate implica sfaturi, ajutor la implementare sau combinarea celor două.
	Dar oricare ar fi rolul unor firme de consultanță, proiectul trebuie să aparțină personalului intern, dacă nu va întâmpina rezistență. Același lucru este valabil și pentru funcția RU: succesul poate implica administrarea de către angajați, dar depinde de câștigarea acordului și angajamentului acestora, în primul rând al celor angajați în problemele de rezolvat.
SUMAR – LECȚII CHEIE PENTRU MANAGERI ȘI CONSULTANȚI
•	Managerii de RU sunt de obicei într-o poziție dificilă, prinși între nevoile contradictorii ale organizației de a reduce pe de-o parte costurile, dar pe de altă parte de a conserva energia și motivarea personalului. Prinși la mijloc, de obicei, managerii RU nu au scăpare;
•	Depășirea acestui handicap instituțional depinde de 5 factori:
	Împărțirea muncii RU în proiecte pe termen scurt, cu termene limită clare;
	Să fie flexibili;
	Să lucreze cu angajații oriunde ar fi aceștia, să nu-i aștepte pe aceștia să vină la ei;
	Adoptarea unor abordări facile, respectiv asigurarea informațiilor și instrumentelor necesare angajaților pentru ca să ia propriile decizii, decât să ia altcineva aceste decizii în locul lor;
	Înlocuirea instinctului cu informații clare, când este vorba de evidențierea și rezolvarea problemelor angajaților.
•	Consultanții de RU sunt parte a funcției RU asigurând expertiza de specialitate asupra tehnicilor RU. Dar în timp ce know-how-ul poate fi un factor important pentru o firma de consultanță de resurse umane, succesul de-a lungul desfășurării proiectului depinde de abilitatea unei firme de a rezolva problema, modul în care poate lucra în colaborare cu clientul în obținerea echilibrului dintre a face ceva în interesul clientului și a-i permite acestuia să rămână cu soluțiile sub control.